# Nematops grandisquamus
Nematops grandisquamus is een straalvinnige vissensoort uit de familie van de schollen (Pleuronectidae). De wetenschappelijke naam van de soort is voor het eerst geldig gepubliceerd in 1929 door Weber & de Beaufort.